# Діденко Надія Вікторівна
Надія Вікторівна Діденко (нар. 7 березня 1986, Івано-Франківськ) — українська фристайлістка, учасниця Олімпійських ігор 2006 і 2010 років. Найкращим результатом спортсменки є 9 місце у 2013 році на чемпіонаті світу.

## Олімпійські ігри
Виступи на Олімпійських іграх
| Рік  | Місце проведення | Дисципліна | Результат |
| ---- | ---------------- | ---------- | --------- |
| 2006 | Турин, Італія    | акробатика | 20        |
| 2010 | Ванкувер, Канада | акробатика | 13        |

## Чемпіонат світу
Виступи на чемпіонатах світу:
| Рік  | Місце проведення             | Результат |
| ---- | ---------------------------- | --------- |
| 2005 | Рука, Фінляндія              | 22        |
| 2007 | Мадонна-ді-Кампільйо, Італія | 14        |
| 2009 | Інавасіро, Японія            | 12        |
| 2011 | Дір-Веллі, США               | 14        |
| 2013 | Восс, Норвегія               | 9         |

## Кубок світу
Подіуми на етапах кубків світу:
| Сезон   | Місце проведення  | Результат |
| ------- | ----------------- | --------- |
| 2012–13 | Буковель, Україна | 2         |

Підсумкові результати по кожному сезону:
| Сезон   | Акробатика | Загальний залік |
| ------- | ---------- | --------------- |
| 2004–05 | 30         | 90              |
| 2005–06 | 17         | 51              |
| 2006–07 | 13         | 31              |
| 2007–08 | 15         | 48              |
| 2008–09 | 17         | 53              |
| 2009–10 | 10         | 31              |
| 2010–11 | 7          | 25              |
| 2011–12 | 8          | 27              |
| 2012–13 | 7          | 24              |
| 2013–14 | 34         | 186             |